# Bandera de les Borges del Camp
La bandera oficial de les Borges del Camp té la següent descripció:
Bandera apaïsada de proporcions dos d'alt per tres de llarg, groga, amb una banda ondada de dues crestes blava clara, de gruix 1/6 de l'alçària del drap, posada de l'angle superior al costat de l'asta a l'inferior del vol, amb les dues borges verdes de l'escut, d'altura 1/3 de la del drap i d'amplada 1/6 part de la llargària del drap, una centrada a la meitat superior de l'últim terç vertical i l'altra centrada a la meitat inferior del primer terç.
Va ser aprovada el 4 de setembre de 1998 i publicada en el DOGC el 9 d'octubre del mateix any amb el número 2741.